# Восстание Аргайла
Восстание Аргайла (англ. Argyll’s Rising, англ. Argyll’s Rebellion) — попытка в июне 1685 года свергнуть короля Англии, Шотландии и Ирландии Якова II. Восстание под предводительством 9-го графа Аргайла Арчибальда Кэмпбелла было направлено на то, чтобы отвлечь на себя правительственные силы в Шотландии, в то время как в Англии начиналось восстание под предводительством Джеймса Скотта, 1-го герцога Монмутского. Оба восстания были поддержаны протестантами-диссидентами, выступавшими против восшествия на престол римско-католического Иакова.
Аргайл, глава клана Кэмпбелл, планировал собрать несколько тысяч человек из своих поместий и рассчитывал получить дополнительную поддержку от пресвитерианских диссидентов. Он отплыл из Голландии 2 мая с примерно 300 людьми, но при высадке в Шотландии привлек мало новобранцев. Из-за неопытности Аргайла как командира и разногласий среди лидеров повстанцев, а также преследований правительственной милицией под командованием маркиза Атолла Джона Мюррея, повстанцы начали рассеиваться в середине июня после неудачного вторжения в низменную Шотландию. Большинство их лидеров были схвачены, в том числе Аргайл, казненный 30 июня.

## Предыстория

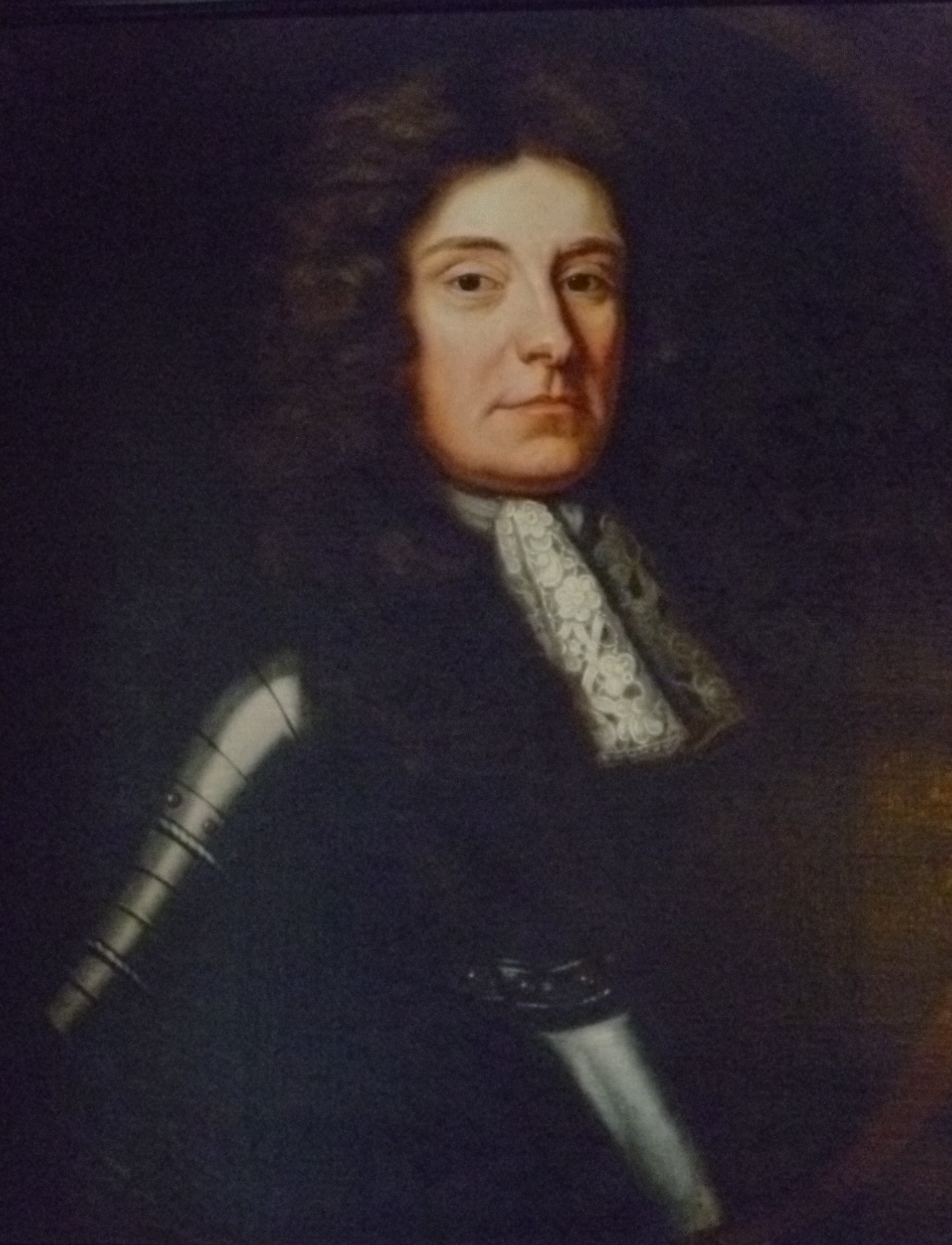
Арчибальда Кэмпбелл.

В феврале 1685 года к власти в Англии, Шотландии и Ирландии пришёл католик Яков II, получивший широкую поддержку поданных. В преимущественно католической Ирландии это было связано с надеждами, что он вернет своим единоверцам их земли и должности; в протестантских Шотландии и Англии им двигало стремление к стабильности. Войны трёх королевств привели к тому, что многие опасались последствий обхода «естественного наследника», тем более что Яков ещё не имел законного сына, и ожидалось, что его преемником станет его протестантская дочь Мария.
Хотя Церковь Шотландии или кирк решительно выступала против католицизма, большинство утверждало, что для взятия в руки оружия нет никаких религиозных или юридических оснований. Тем не менее значительное меньшинство выступило против как Якова, так и тех, кто восстановил контроль над шотландской церковью в соответствии с Законом о пересмотре 1661 года. Закон также требовал, чтобы министры отказались от ковенанта 1638 года; около 270 человек отказались и потеряли свои должности, большинство из них проживало на юго-западе Шотландии, в районе, где доминировали графы Аргайла. Эти диссиденты проводили религиозные службы на открытых полях, известных как конвентиклы, которые часто привлекали тысячи верующих и подвергались растущим преследованиям.
Несмотря на участие своего отца в правительстве ковенантеров с 1638 по 1651 год, 9-й граф Аргайла Арчибальд Кэмпбелл стал ведущей фигурой в шотландской администрации Карла II. Однако к 1670-м годам его власть в Вест-Хайлендсе рассматривалась как угроза королевской власти, а также королевским доходам. В 1679 году неудавшееся восстание ковенантеров привело к падению его политического союзника Джона Мейтленда, что сделало Аргайла уязвимым для нападения, которое возглавил главный обвинитель повстанцев 1679 года лорд-адвокат Джордж Макензи Роузхау.
Ему особенно не доверял Джеймс, который неуклюже попросил его перейти в католицизм в качестве личной услуги, от которой тот отказался. После возражения против несоответствий в акте о присяге 1681 года, он был признан виновным в государственной измене и приговорен к смертной казни, что, по широко распространенному мнению, было вызвано мстительностью Джеймса. Хотя Карл хотел разрушить базу власти Аргайла, у него не было большого желания видеть его казнь: Аргайл сбежал или ему позволили сбежать из тюрьмы, и он скрылся в Англии. В конце концов он бежал в Голландскую республику после того, как его обвинили в соучастии в заговоре ржаного дома 1683 года, предполагавшем убийство Карла и Якова.
Здесь он присоединился к группе английских и шотландских политических изгнанников, которым покровительствовали дочь Якова Мария и её муж — штатгальтер Голландии Вильгельм Оранский. Объединённые не более чем оппозицией нынешнему режиму, они включали вигов, выступавших против преемственности Джеймса, соратников незаконнорожденного протестантского сына Чарльза Монмута и республиканских радикалов. Среди наиболее известных были умеренный виг лорд Мелвилл, защищавший многих из повстанцев 1679 года Патрик Хьюм, сэр Джон Кокрейн из Охилтри и бывший кромвелевский солдат и ведущий участник заговора Ржаного дома Ричард Рамболд.

## Планирование

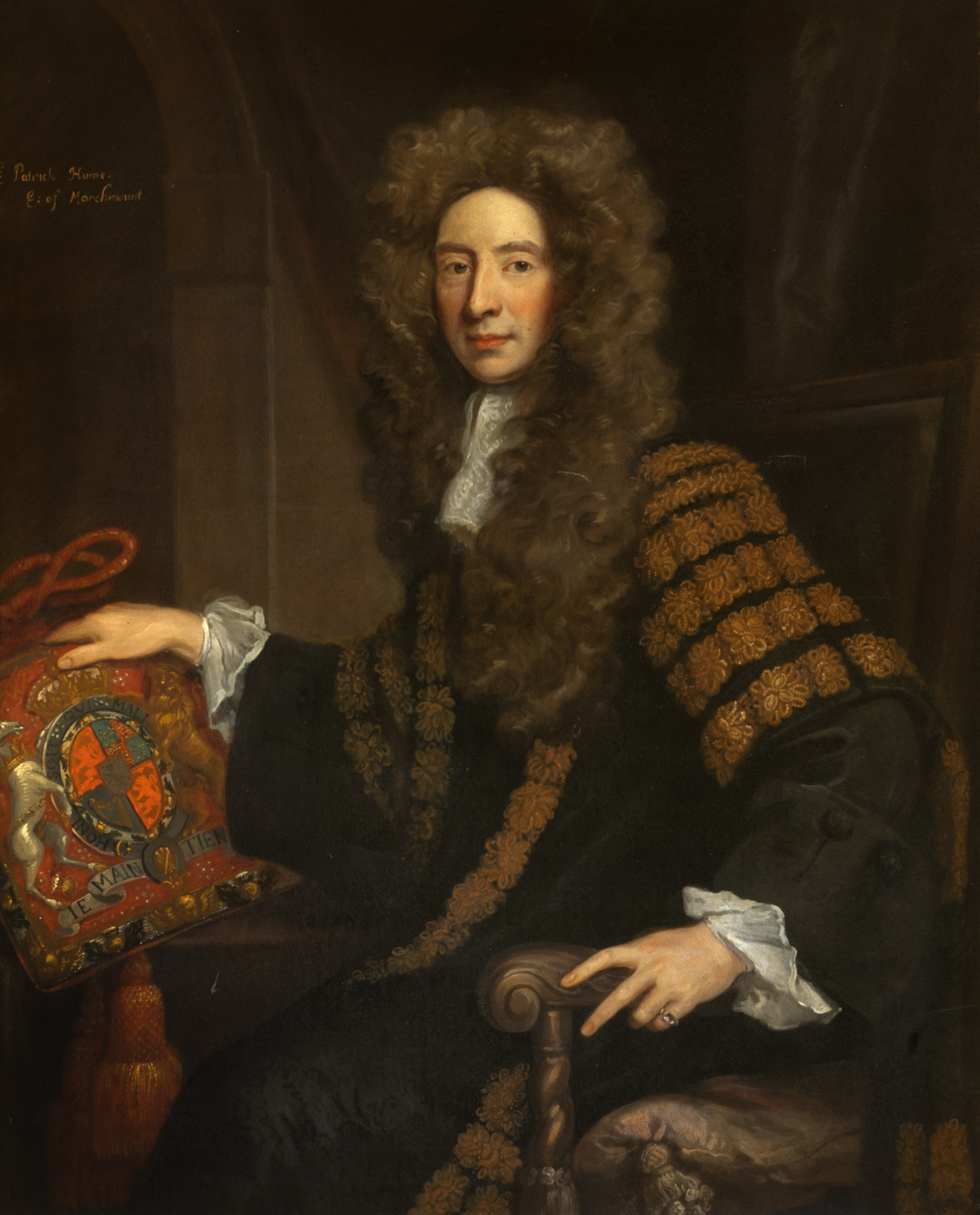
Патрик Хьюм.

Аргайл начал планировать в Шотландии в начале 1684 года восстание, первоначально нацеленное на возвращение его земель и титулов. Хотя он искал финансирование в размере 30 тыс. фунтов стерлингов, ему удалось собрать только 10 тыс., большую часть которых предоставили сочувствующие англичане, включая Энн Смит, Пейшенс Уорд, Уильяма Рамбольда и Джона Локка. Это было использовано для закупки оружия в Амстердаме, которое по легенде предназначалось Венецианской республики; эти меры предосторожности оказались малоэффективными, поскольку шотландское правительство было проинформировано о заговоре с самого начала.
Подготовка стала более срочной после смерти Карла II в феврале 1685 года и восшествия на престол Якова. Координировать свои действия с Монмутом имело смысл, но Аргайл очень подозрительно относился к своему товарищу-изгнаннику, и Хьюму и Роберту Фергюсону пришлось убеждать его встретиться с ним. В начале марта 1685 года Монмут приехал в Амстердам; они договорились, что он возьмет на себя ответственность за Англию, юг Ирландии и международные отношения, а Аргайл будет заниматься Шотландией и Северной Ирландией. Чтобы обеспечить координацию, шотландский изгнанник Эндрю Флетчер согласился сопровождать Монмута, в то время как английские повстанцы Рамбольд и Джон Эйлоф пошли с Аргайлом.
Что наиболее важно, Монмут обязался не объявлять себя королем, если только это не будет предложено парламентом, и отбыть не более чем через шесть дней после Аргайла. Высадка в Шотландии должна была стать отвлекающим манёвром, основной целью которого было вторжение Монмута в Англию, но в итоге он отплыл только почти месяц спустя. Это позволило Якову сосредоточиться на Аргайле, в то время как ополченцам под командованием маркиза Атолла было приказано занять предложенный им район вербовки в Аргайлшире. Кокрейн председательствовал на следующем собрании в апреле, на котором присутствовали Аргайл и его третий сын Чарльз. Хотя было решено, что Аргайл должен возглавить экспедицию, он был вынужден принять участие Совета, который одобрил бы все основные решения.

## Отплытие

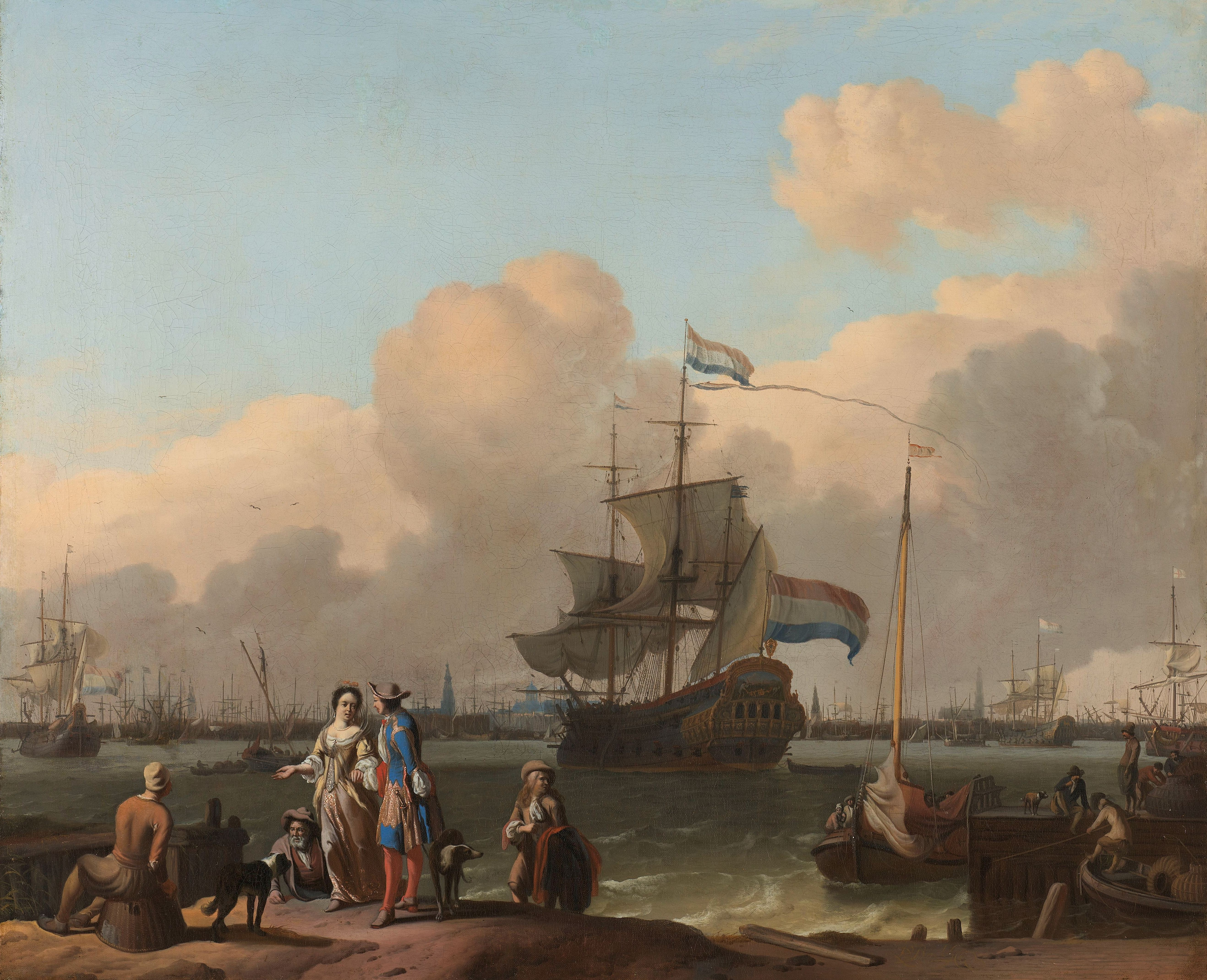
Порт Амстердама ок. 1680 года.

Оружие для оснащения 20 тыс. человек было загружено на корабли «Анна», «Давид» и «София» вместе с примерно 300 людьми, в основном шотландцами, служившими в голландской армии. Прождав несколько дней в Зёйдерзе попутного ветра, силы Аргайла в конце концов покинули Амстердам около 19:00 2 мая. Унесенные штормом, они прибыли в Мори-Ферт рано утром 5 мая, намереваясь достичь западного побережья, пройдя к северу от Оркнейских островов. Однако ветер утих, с моря спустился туман, и суда пропустили проход между Оркнейскими и Шетландскими островами. Они бросили якорь в заливе Суонбистер на южном побережье Оркнейских островов, и камергер Аргайла Уильям Спенс, у которого дядя жил в Керкуолле, получил от графа разрешение сойти на берег, чтобы найти лоцмана.
Произошла катастрофа, когда Спенс и его компаньон доктор Блэкедер были арестованы в Киркволле, предупредив власти о присутствии повстанцев; Хьюм предложил спасти соратников, а Аргайл и Кокрейн предложили взять заложников. После того, как это было в конце концов согласовано, десант взял в плен 7 местных джентри; Аргайл написал епископу Оркнейских островов Мёрдоку Маккензи с предложением обмена, но не получил ответа. Повстанцы и их заложники продолжили движение на запад, достигнув пролива Малл к вечеру 11 мая. По прибытии на остров Чарльза Кэмпбелла отправили на берег в Лорн, где он попытался привлечь на свою сторону местных хэрите, которые унаследовали свою землю от его отца. Тем временем основные силы вторжения двинулись на юг, к Айлею; Аргайл решил высадить большую часть своих войск ночью и разбить ополчение Атолла, высадившись в 1:00 17-го числа.

## Начало восстания

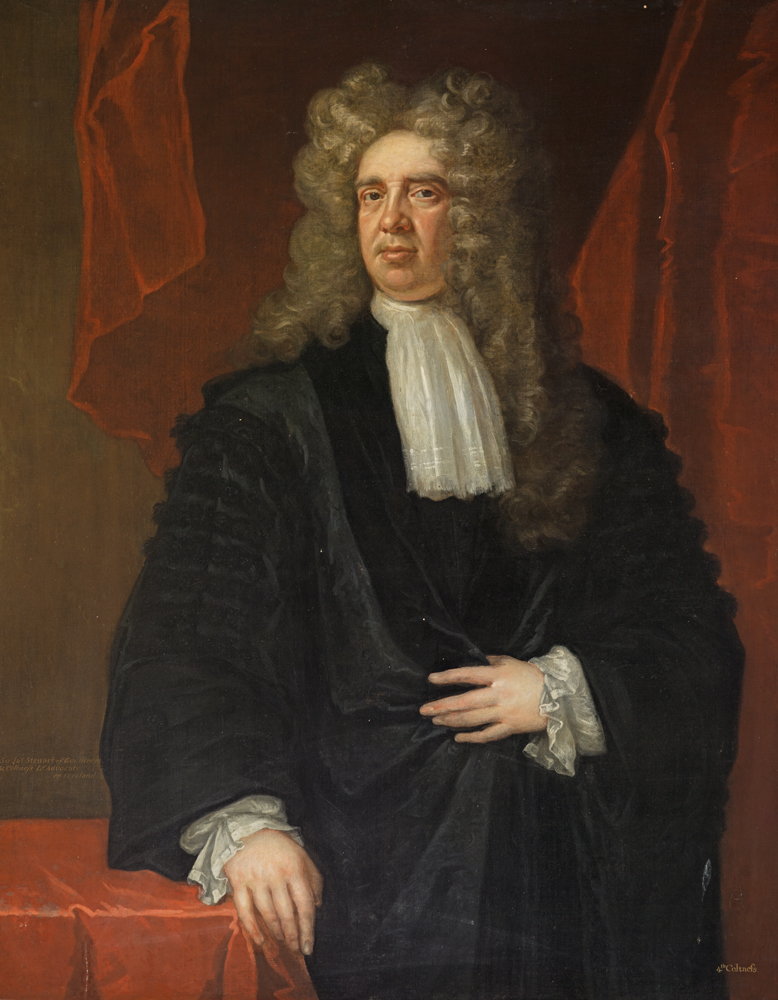
Автор «Декларации» Джеймс Стюарт, оказавшейся «ветренным, многословным» документом.

Люди Атолла бежали в Кинтайр примерно тремя часами ранее, и повстанцы высадились в Киларроу, не встретив сопротивления. Хотя хорошо экипированные повстанческие солдаты произвели хорошее впечатление, Аргайл из 600 ожидаемых рекрутов набрал только 80. 20 мая флот перешел в Кинтайр и высадил войска в центре регионального влияния Аргайла Кэмпбелтауне; здесь населению зачитали два манифеста, в первом из которых говорилось, что граф хочет только вернуть свои поместья.
Составленная Джеймсом Стюартом вторая Декларация представляла собой пространное изложение жалоб, в котором не было указано альтернативы. Это отражало дилемму, с которой столкнулось руководство повстанцев; пресвитерианские диссиденты или камеронианцы, которые были их наиболее вероятными рекрутами, хотели свергнуть верховенство кирка, тем самым гарантируя себе оппозицию со стороны умеренного большинства. Камеронианцы уже с большим подозрением относились к Аргайлу, который был частью преследовавшей их в 1670-х годах администрации, и, поскольку в документе не упоминался Ковенант 1638 года, они отказались от своей поддержки.
22 мая Аргайл собрал свои силы в Кинтайре. С Айлея последовали три малочисленные роты новобранцев; другие были сформированы с использованием новых добровольцев из Кинтайра, которым выдали голландское оружие и знамёна с девизами «За протестантскую религию» и «Против папства, прелатства и эрастианства». Рамболд и Эйлофф получили звания конного и пешего полковника и поставлены во главе новобранцев Кэмпбелтауна.

### Разногласия
Первоначальный план состоял в том, чтобы быстро спуститься в Лоуленд, чтобы мобилизовать поддержку ковенантеров до того, как правительственные войска смогут этому помешать. Идея казалась усилившейся, когда Джордж Барклай прибыл из пресвитерианского центра Айршира, заявив, что у него есть сотни потенциальных новобранцев, в то время как некоторые из мужчин с Айлея уже перешли на сторону повстанцев. Аргайл приказал своим войскам отправиться в Тарберт, чтобы соединиться с отрядами клана Кэмпбеллов, где 27 мая к ним присоединились 1,2 тыс. человек под командованием его сына Чарльза и сэра Дункана Кэмпбеллов из Окинбрека, в результате чего их общая численность составила около 2,5 тыс. человек. Повстанческая пехота была организована в три полка, полковниками были Эйлоф, Кэмпбелл из Окинбрека и Роберт Эльфинстон из Лапнесса. Одним из офицеров Окинбрека был Роберт Дункансон, чей отец был министром в Килмартине, а сам он впоследствии стал печально известным участием в резне в Гленко.
Не имея подтверждения высадки Монмута, в руководстве повстанцев возникли разногласия. Поскольку их поместья были заняты ополчением Атолла, Аргайл не мог поднять своих арендаторов и чувствовал, что новобранцы Кэмпбелла не будут сражаться, пока их дома остаются в опасности. Сначала он решил двинуться на Инверарей, но под давлением своего совета согласился отправить меньшие силы в Лоуленд по морю для организации вербовки. К всеобщему разочарованию, на следующий день он отказался от этого плана; разъяренный Кокрейн сказал, что он высадится на побережье Айршира, «даже если он будет один и у него в руке ничего, кроме вил для сена».
Коллеги позже жаловались на «безапелляционный» стиль руководства Аргайла, в то время как он обвинял их в намеренном обструкционизме, хотя у него установились хорошие отношения с Рамболдом. В отличие от Монмута, Аргайл не пользовался широкой популярностью даже среди своих арендаторов, чья арендная плата за землю между 1665 и 1685 годами увеличилась в четыре раза;  его соперник граф Бредалбейна и Холланда Джон Кэмпбелл собрал 800 человек для борьбы за правительство. Армия Аргайла никогда не насчитывала более 2,5 тыс. человек, по некоторым оценкам, их число составляло менее 1,5 тыс., что сильно уступало принявшим участие в восстании 1679 года 8 тыс..

### Бьют и Эйлин Дирг

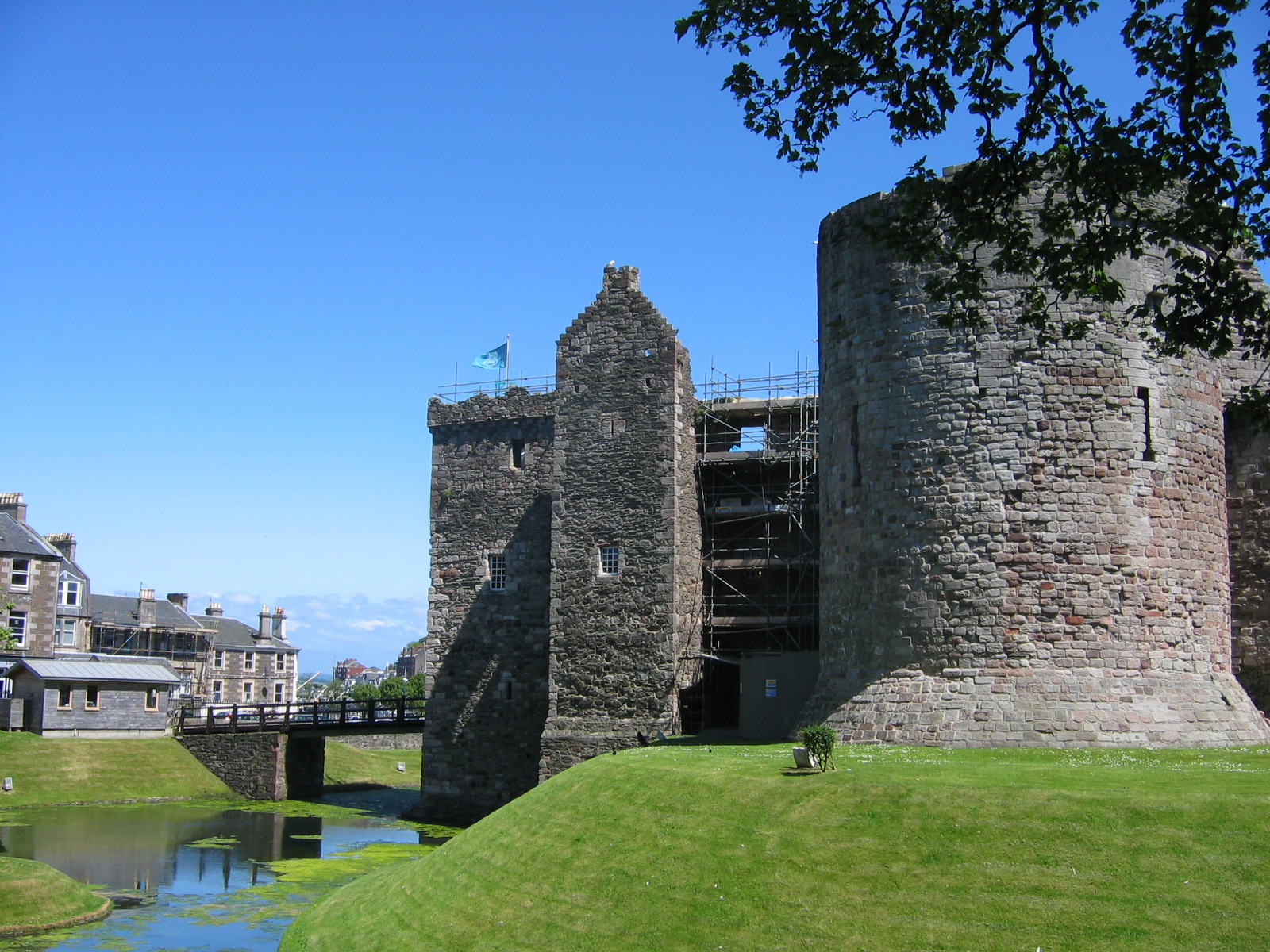
Замок Ротсей на острове Бьют. Он был сожжен войсками Аргайла, когда они уходили на материк..

Повстанцы переправились на остров Бьют в поисках рекрутов и припасов, но их надежды не оправдались. Они потратили три дня на поиски лодок для перевозки, попытки реквизировать больше на острове Грейт-Камбре провалились, когда правительственные солдаты переправились из Ларгса и уничтожили их, а творимое мародерство ограничило количество рекрутов. Хьюм хотел отправиться в Лоуленд, в то время как Аргайл настаивал, чтобы они сначала разобрались с маркизом Атоллом; они пошли на компромисс, отправив Кокрейна в Ренфрушир с 200 людьми. Несмотря на разгром отряда ополченцев возле Гринока, он не нашел здесь поддержки восстанию, а по возвращении поддержал точку зрения Аргайла.
Аргайл основал базу в старом замке Эйлин Дирг на озере Лох-Риддон, который был укреплен дополнительными земляными валами; после завершения его корабли выгрузили оружие и припасы. Рамбольд и его кавалерия, а также 300 пехотинцев под командованием майора Хендерсона были отправлены, чтобы удерживать Глендаруэль, который прикрывал озеро Лох-Риддон с севера. Рамболд также захватил замок Ардкинглас недалеко от Инверари; Аргайл увидел в этом возможность захватить весь Аргайлшир, но другие члены совета наложили вето на эту идею.
11 июня, в тот же день, когда Монмут высадился в Дорсете, совет решил начать поход в Лоуленд, оставив гарнизон в Эйлин-Дирг под Эльфинстоном из Лапнесса. Вскоре после этого Эльфинстон подвергся нападению эскадры королевского флота, включавшей фрегаты Kingfisher, Falcon, Mermaid. Гарнизон покинул форт вместе со своими припасами и заложниками с Оркнейских островов, присоединившись к своим соратникам у озера Лох-Лонг. Новости об этой катастрофе серьёзно повлияли на боевой дух, увеличилось количество дезертирств.

## Поход в Лоулендс

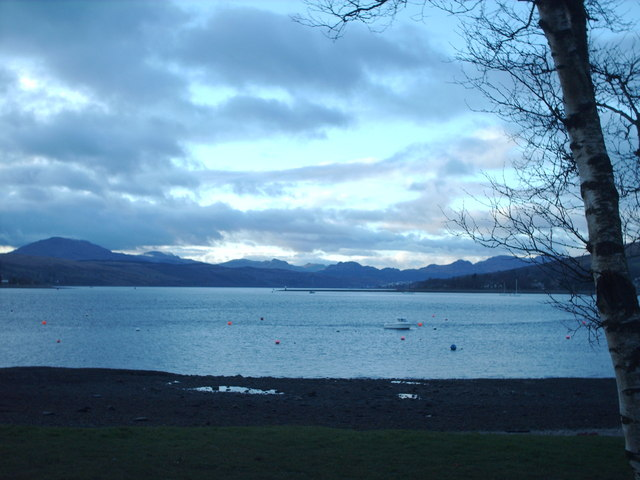
Озеро Гар Лох.

Из-за нехватки припасов повстанцы решили направиться к придерживавшемуся твёрдых виговских позиций городу Глазго. Атолл преследовал его, а граф Думбартон Джордж Дуглас находился недалеко от Глазго наготове с отрядом ополчения и регулярными войсками. Повстанцы не знали, что несколько ковенантеров собрались в Уигтауншире с намерением присоединиться к Аргайлу, но проповедник Александр Пиден обратился к собравшимся и напомнил им о роли Аргайла и Монмута в предыдущих репрессиях.
16 июня повстанцы, численность которых в результате дезертирства сократилась до менее 1000 человек, переправились через реку Левен недалеко от Дамбартона. На Стирлинг-роуд они заметили правительственный отряд, и Аргайл, Кокрейн и Эйлоф выступили за немедленную атаку, надеясь, что быстрая победа обеспечит дополнительную поддержку: но Хьюм настоял на продолжении похода в Глазго. В конце концов ночной марш 17 июня привел к рассредоточению оставшихся сил, несмотря на усилия Рамболда и Аргайла по поддержанию порядка; Рамболд отделился от основной группы повстанцев, и большая часть оставшихся горцев дезертировала. Аргайл провел последнюю встречу с Кокраном в гостинице в деревне Олд Килпатрик, и к этому моменту он, по-видимому, «едва мог говорить».
Кокрейн якобы посоветовал ему вернуться в Хайленд с членами своего клана, а не пересекать реку Клайд, хотя в собственном отчете Аргайла утверждалось, что его бросили его соратники из Лоулендс. Он отправился на север с небольшой группой ближайших сподвижников, но через несколько миль группа распалась; Кэмпбелл из Окинбрека попытался продолжить путь в Аргайлшир, чтобы собрать новых людей, в то время как Аргайл отправился на юг в сопровождении майора Фуллартона. Он замаскировался под крестьянина, выступающего в качестве проводника Фуллартона: он получил одежду фермера и уже отрастил длинную бороду во время своего предыдущего изгнания. Двое мужчин были остановлены ополченцами при переходе вброд реки недалеко от Инчиннана и взяты в плен.

### Битва у Мюрдайкса

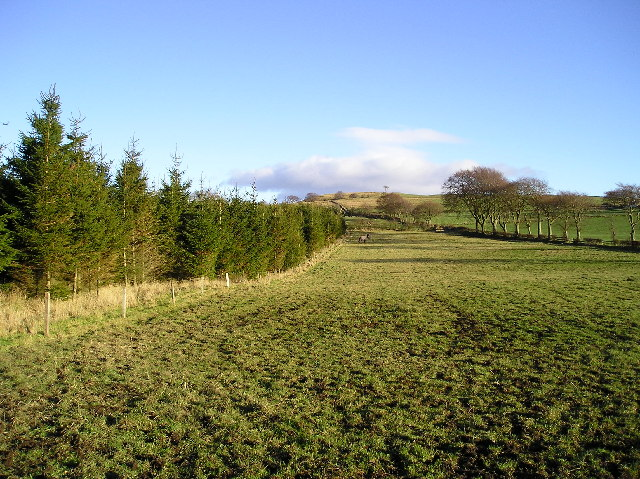
Склон холма, ведущий к горе Мюрдайкс, где группа повстанцев подверглась нападению драгун.

Кокрейн в сопровождении Хьюма, майора Джеймса Хендерсона и около 150 человек форсировал Клайд возле Олд Килпатрик. После дальнейших дезертирств и изгнания группы ополченцев оставшаяся группа из 75 человек во второй половине дня 18 июня достигла места под названием Мюрдайкс, или Гора Мюрдайкс, недалеко от Лохвинноха. Они выстроились в небольшой тесноте, защищенной низкими каменными стенами, и были атакованы отрядом драгун во главе с родственником Кокрейна Уильямом, лордом Россом. Кокрейн отклонил предложение Росса о пощаде и успешно защищал свою позицию до наступления темноты; регулярные войска понесли несколько потерь, включая командовавшего ими капитана Уильяма Клиланда.. Уходя под покровом темноты, мятежники обнаружили, что драгуны бежали в сторону Килмарнока. Позже Хьюм писал: «Если бы я выбрал 75 человек, рискуя своей жизнью, я бы не отказался ни от одного из этих 75 (и больше их не было), которые пришли в ту ночь».
20 июня Кокрейн получил известие о том, что Аргайл был взят в плен, и освободил оставшихся повстанцев от службы, посоветовав им бежать. Кокрейн был схвачен через неделю в доме своего дяди в Ренфру. Эйлоф также попал в плен, вскоре после этого предприняв безуспешную попытку самоубийства. Румболд был перехвачен ополченцами в ночь с 20 на 21 июня возле Лесмахагова; когда его призвали сдаться, он заявил, что «пришел сюда сражаться на смерть, а не на жизнь». Он убил одного нападавшего, ранил двоих и был взят в плен только тогда, когда под ним была застрелена лошадь: его доставили в Эдинбург тяжело раненым.

## Последствия

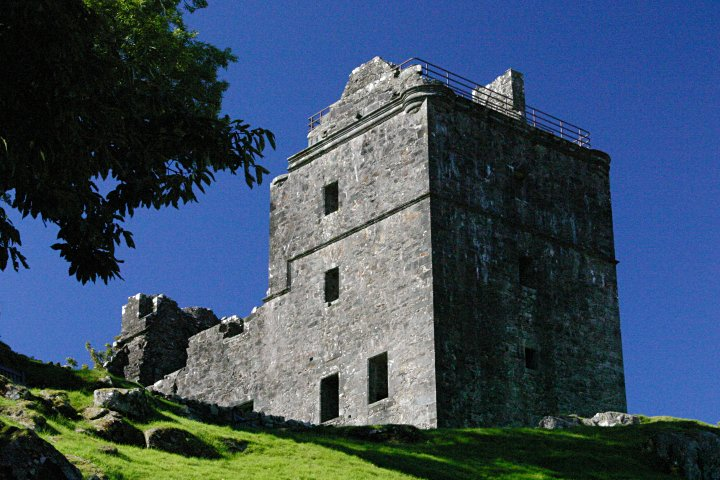
Замок Карнассери.

Хотя опасались, что «Аргайл мог доставить много хлопот», легкость, с которой Восстание было побеждено, удивила современников. Лорд Фаунтейнхолл прокомментировал «глупость» его конца, отметив, что «каждый считал Аргайла отважным и остроумным, а сэра Джона Кокрейна — ни тем, ни другим, и все же Аргайл ускользает от опасности, а сэр Джон сражается отважно, как мужчина; только величайший трус в стесненных обстоятельствах […] будет сражаться достаточно отчаянно». Поскольку Аргайл был технически неспособен совершать дальнейшие преступления после его сомнительного осуждения за государственную измену в 1681 году, 30 июня он был поспешно обезглавлен по обвинению 1681 года, несмотря на совершенные в дальнейшем действия. Большинство наблюдателей отметили его хорошее настроение в ожидании казни; он провел большую часть времени, подавая петиции от имени своих арендаторов, прося, чтобы они не были наказаны за свое участие в восстании.
Рамбольда судили, признали виновным в государственной измене 26-го числа и казнили в тот же день, якобы для того, чтобы убедиться, что он не умер от ран первым. Аргайл, который резко критиковал Хьюма и Кокрейна в своих последних письмах, писал: «Бедный Рамбольд оказал мне большую поддержку, храбрый человек и умер по-христиански». Его речь на эшафоте в то время широко печаталась и цитировалась впоследствии, особенно фраза «Никто не приходит в этот мир с седлом на спине, никто не обут в сапоги и не пришпорен, чтобы скакать на нем …» Доставленый в Лондон, Эйлоф был казнен в Темпл-Барее 30 октября вместе с участником заговора Ржаного дома Ричардом Нелторпом, который был захвачен вместе с Монмутом.
Говорят, что Кокрейн спас себя, согласившись поддержать Джеймса, хотя более вероятным объяснением является то, что его отец согласился заплатить штраф в размере 5 тыс. ф. с. Несколько других известных повстанцев были помилованы, в том числе племянник Аргайла Арчибальд Кэмпбелл, который впоследствии стал епископом Абердина и участвовал в несудебном расколе. В сопровождении Дункансона Кэмпбелл из Окинбрека бежал в Голландию, вернувшись после Славной революции. В 1690 году он подал петицию в парламент, утверждая, что члены роялистского клана Маклина разрушили замок Карнассери, украли 2 тыс. голов крупного рогатого скота, повесили его родственника Дугалда Мактавиша из Дунардри и «варварски убили» его дядю Александра Кэмпбелла из Строндура.
Из рядовых повстанцев 177 были отправлены на Ямайку и 100 в Нью-Джерси. Среди тех, кто больше всего пострадал от последствий восстания, были сотни уже содержавшихся в правительственных тюрьмах ковенантеров: хотя они не принимали участия в восстании, обращение с ними стало значительно хуже, и многие из них также были отправлены в тюрьму. Однако восстание Аргайла в целом было менее сурово наказано, чем восстание Монмута, возможно, потому, что власти признали, что многие люди графа были связаны феодальными обязательствами следовать за ним. Несмотря на поражение, многие из участников восстания через несколько лет стали участниками Славной революции.

## Сноски
1. ↑  Уиллкок сообщает, что максимальная численность повстанцев в конце мая составляла 2500 человек, но к 17 июня из-за дезертирства она сократилась примерно до 900 человек.
2. ↑  Акт был плохо написан и, казалось, требовал от должностных лиц подтверждения того, что и Иисус, и правящий монарх были главами церкви.[5]
3. ↑  Англичанин М-р Гриффитс[25], Александр Кэмпбелл и Дональд Кэмпбелл, лэрд Барбрека, были подполковниками; Джеймс Хендерсон, Джон Фуллартон и Джон Кэмпбелл были майорами.[26]